# Lippmann (Mondkrater)
Lippmann ist ein Einschlagkrater auf der Mondrückseite.
Der Krater Lippmann liegt in der Südregion des Mondes, zwischen Petzval im Süden und Mendel im Nordosten. In östlicher Richtung trifft man auf De Roy, in westlicher Richtung auf Fizeau.
Der Krater ist von zahlreichen kleineren Kratern übersät, darunter der Nebenkrater L im Südosten, der selbst von einem weiteren deutlichen Einschlag gekennzeichnet ist, und der Nebenkrater P südwestlich des Kratermittelpunktes. Lippmann ist sehr alt, seine Entstehungszeit wird der pränektarischen Periode zugerechnet.
Lippmann hat sieben Nebenkrater:
| Buchstabe | Position            | Durchmesser | Link |
| --------- | ------------------- | ----------- | ---- |
| B         | 52,53° S, 110,55° W | 29 km       |      |
| E         | 55,31° S, 107,44° W | 23 km       |      |
| J         | 58,74° S, 106,32° W | 18 km       |      |
| L         | 57,49° S, 112,44° W | 57 km       |      |
| P         | 56,01° S, 115,12° W | 30 km       |      |
| Q         | 56,67° S, 118,64° W | 21 km       |      |
| R         | 57,05° S, 121,52° W | 36 km       |      |

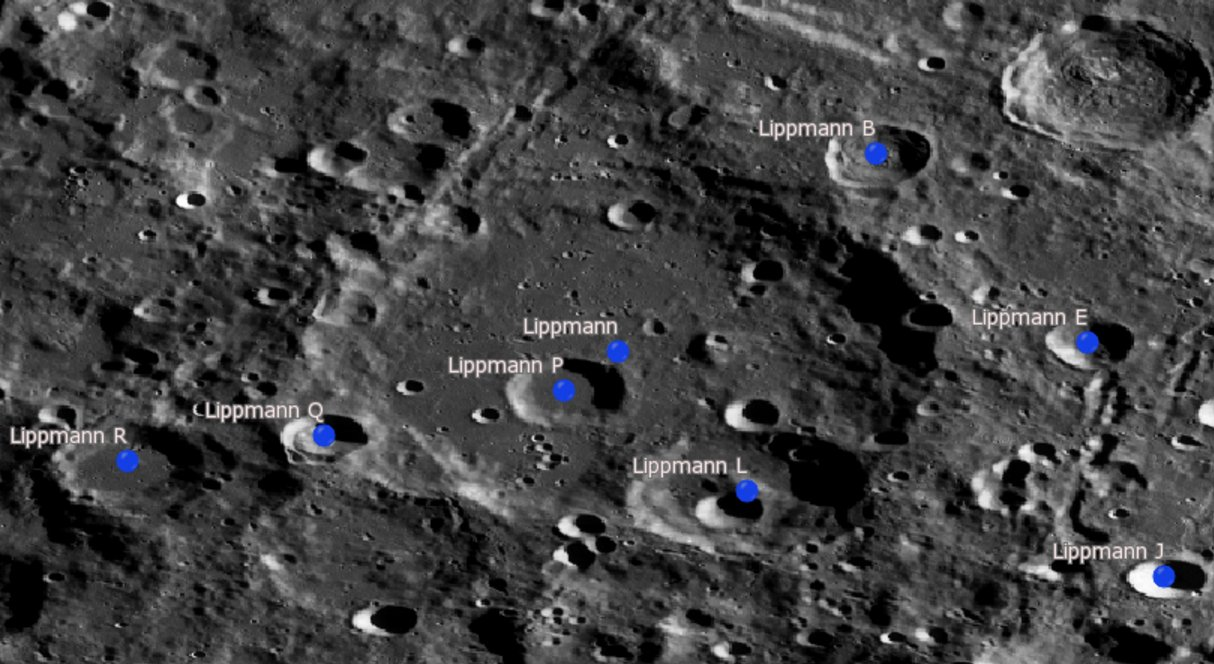
Lippmann mit seinen Nebenkratern

Der Krater wurde 1979 von der IAU offiziell nach dem französischen Physiker  Gabriel Lippmann benannt.